# Mariusz Gajewski
Mariusz Gajewski (ur. 1971 w Zamościu) – polski artysta fotografik, profesor Akademii Sztuk Pięknych w Warszawie, projektant graficzny albumów, książek, wydawnictw, identyfikacji wizualnych.
Studiował fotografię na Wydziale Realizacji Obrazu Filmowego Telewizyjnego i Fotografii w Wyższej Szkole Sztuki i Projektowania w Łodzi, historię na Wydziale Humanistycznym Katolickiego Uniwersytetu Lubelskiego oraz montaż filmowy i telewizyjny w Akademii Filmu i Telewizji w Warszawie. W 2009 r. uzyskał stopień doktora sztuki filmowej w dziedzinie fotografii na Wydziale Operatorskim i Realizacji Telewizyjnej w Państwowej Wyższej Szkole Filmowej Telewizyjnej i Teatralnej w Łodzi. W 2020 r. uzyskał stopień doktora habilitowanego w dziedzinie sztuki na Wydziału Grafiki Akademii Sztuk Pięknych w Warszawie, a w 2021 otrzymał tytuł profesora uczelni.
Od 2003 roku prowadzi zajęcia na Akademii Sztuk Pięknych w Warszawie i prowadzi tam Pracownię Fotografii na Wydziale Scenografii ASP. W latach 2010–2015 prowadził Pracownię Fotografii w Polsko-Japońskiej Wyższej Szkole Technik Komputerowych w Warszawie. Wykładowca fotografii w Studium Fotografii Związku Polskich Artystów Fotografików, Masterclass w Studium Sztuki oraz Masterclass w Warszawskiej Szkole Fotografii.
Oprócz fotografii zajmuje się projektowaniem graficznym. Stworzył projekty wielu wydawnictw, albumów, katalogów, plakatów, logotypów, identyfikacji wizualnych, m.in. identyfikacji wizualnej II linii metra w Warszawie.
Ma na swoim koncie około 30 wystaw indywidualnych i 90 zbiorowych w kraju i za granicą oraz ponad 20 nagród i wyróżnień za projekty wydawnictw. Wśród nich są nagrody w konkursie „Najpiękniejsza Książka Roku”, „Nagroda Honorowa Bibliofilów Polskich”, nagrody w konkursie Obsesja Papieru: trzykrotnie „Mistrzostwo na Wielką Skalę”, dwukrotnie: „Mistrzowski Projekt” oraz „Mistrzowska Kreacja”.
Jest założycielem Fundacji „Pracownia Sztuki” wspierającej twórczość i działalność artystów, członkiem Związku Polskich Artystów Fotografików, zasiada w zarządzie sekcji plastycznej ZAiKS.
Prace znajdują się w galeriach oraz prywatnych kolekcjach w Polsce i za granicą, m.in. zbiorach „Polska Fotografia Kolekcjonerska”. Prace były publikowane w wielu wydawnictwach, m.in. przez Brytyjskie Królewskie Stowarzyszenie Fotograficzne – Royal Photographic Society.